# The Witness from the Balcony of Room 306
The Witness from the Balcony of Room 306 é um documentário estadunidense em curta-metragem de 2008 dirigido por Adam Pertofsky. Como reconhecimento, foi nomeado ao Oscar 2009 na categoria de Melhor Curta-metragem.